# رعد فنر
رعد فنر (زادهٔ ۲۵ مارس ۱۹۹۷) بازیکن فوتبال است که در پست مدافع برای باشگاه فوتبال النفط بازی می‌کند.
وی همچنین در تیم‌های ملی فوتبال زیر ۲۳ سال عراق تیم بزرگسالان عراق بازی کرده‌است.